# 2S7ピオン 203mm自走カノン砲
2S7ピオン 203mm 自走カノン砲（2S7ピオン 203ミリじそうカノンほう、ロシア語: 2С7 «Пион»）は、ソビエト連邦（ソ連）が開発した自走砲。軍名称はSO-203、NATOコードネームはM1975。ピオンとはシャクヤクのことである。

## 開発
1967年12月、最大射程27kmの自走カノン砲の開発要求が提出された。口径に180mmから210mmが検討された結果、1969年暮れに203mm砲が選定され、オブイェークト216の名称で開発が始まった。車体はレニングラード（現・サンクトペテルブルク）のキーロフスキー工場で、主砲と砲架はボルゴグラードのティターン・バリカディで試作され、1975年に採用された。同年のうちに部隊配備が始まり、西側諸国にも存在が知られることとなった。

## 設計

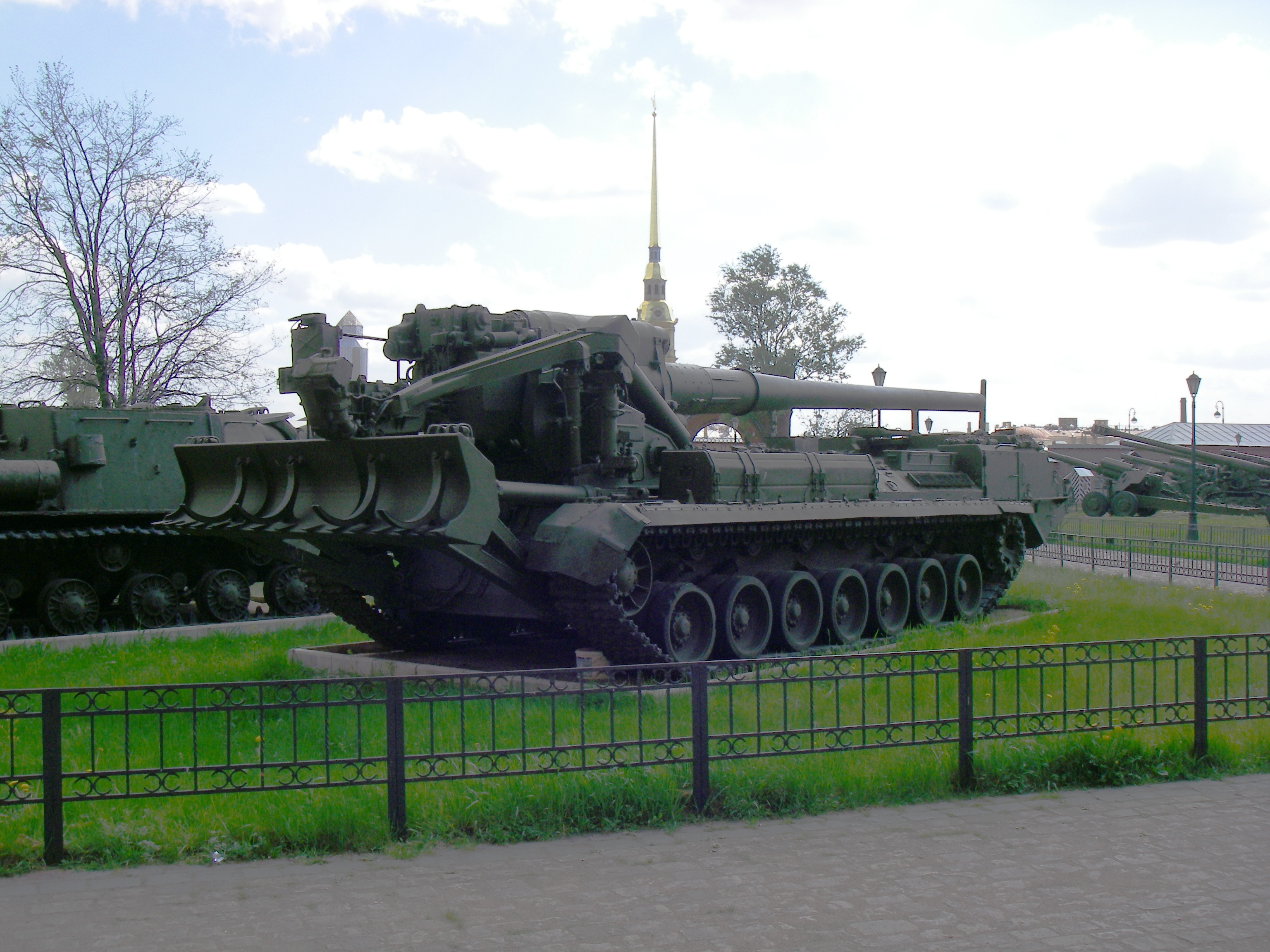
車体後部

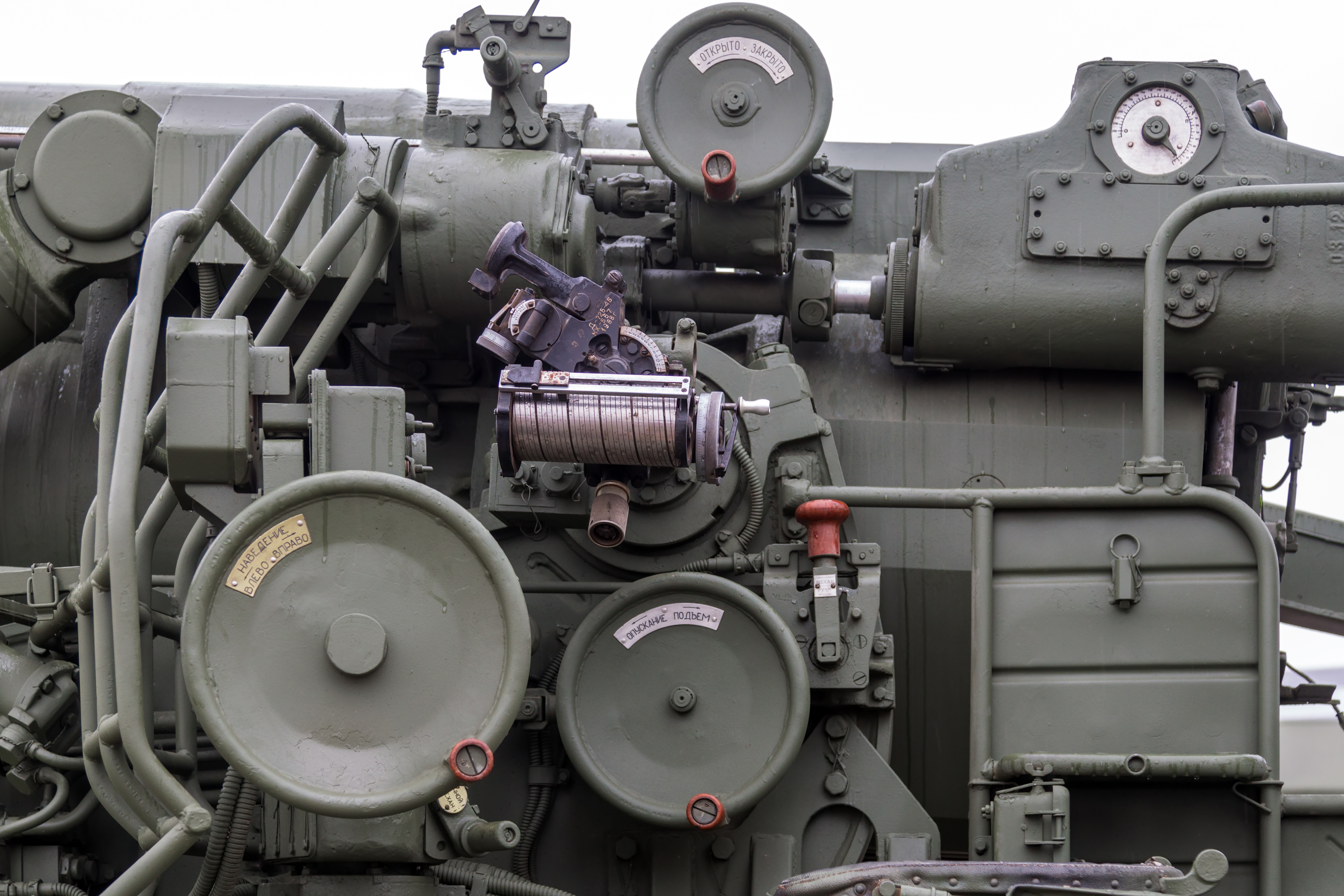
弾道計算機および照準器

### 車体
駆動部はT-64を元にしているが、車体は新規に設計されている。車両の部品のうち相当数がT-80と共通であると言われている。また、トランスミッションはT-72と共通である。車両はS-300V(SA-12)地対空ミサイルのMT-T装軌車と同じであるとの情報もある。
装甲を有する車体前部に、操縦手と車長、砲手の3名が搭乗する。エンジンルームを挟んで後部コンパートメントに操砲要員4名が搭乗する。前後のコンパートメント間には通信用のシステムが搭載されている。なお操砲には7名必要なため、車内に搭乗できない3名は別の車両などで随行しなければならない。前部操縦室のフロントガラスはシャッター型装甲で覆うことが可能で、潜望鏡が搭載されている。暗視装置も搭載されているが操縦用であり、砲撃の際に使用するものではない。与圧式NBC防護装置を搭載しており、NBC汚染環境下でも行動は可能だが、砲撃準備は外で作業しなければならないため、汚染環境下での操砲は不可能である。

### 主砲
2S7ピオンの搭載する2A44 203.2mmカノン砲は、車体後部の巨大な砲架にむき出しのまま搭載される。車体の尾部には、砲撃の際の反動を受け止める油圧駆動の駐鋤を備える。俯仰角0～60度で動力は水圧、旋回角は左右各15度で電動駆動である。操砲のための電力供給のために、24馬力の補助ディーゼルエンジンが搭載されている。装填補助装置を搭載しているが、緊急時の手動装填も可能である。発射の際に砲手は砲の左側に配置する。照準にはパノラマ式照準器を使用。直接照準用の照準器も搭載されている。
2A44カノン砲の射程は、通常弾(ZOF-40榴弾)使用の時最大で37.5 km、RAP弾（ロケット推進弾、主にZOF-43榴弾)使用の時47.5 kmとなり、この距離は野砲の中では最大級である。この長大な射程を生かして敵野砲の射程外から攻撃出来るうえ、敵が攻撃に気づく前に移動の準備をすることも可能である。砲口初速は最大960m/s、砲身寿命は約450発である。発射速度は最大で1分あたり1.5発。ただし、発射には下の5つの形式がある。
- 5分で8発
- 10分で15発
- 20分で24発
- 30分で30発
- 1時間で40発

通常の榴弾の他にもクラスター弾、対コンクリート砲弾、化学砲弾も発射可能である。計画通り核砲弾も発射可能で原子砲の役割も果たすことが出来る。車内には4発の砲弾しか搭載されておらず、弾薬輸送にあたり専用に開発された給弾車は無いため、砲弾は随行するトラックなどで輸送する。

## 運用

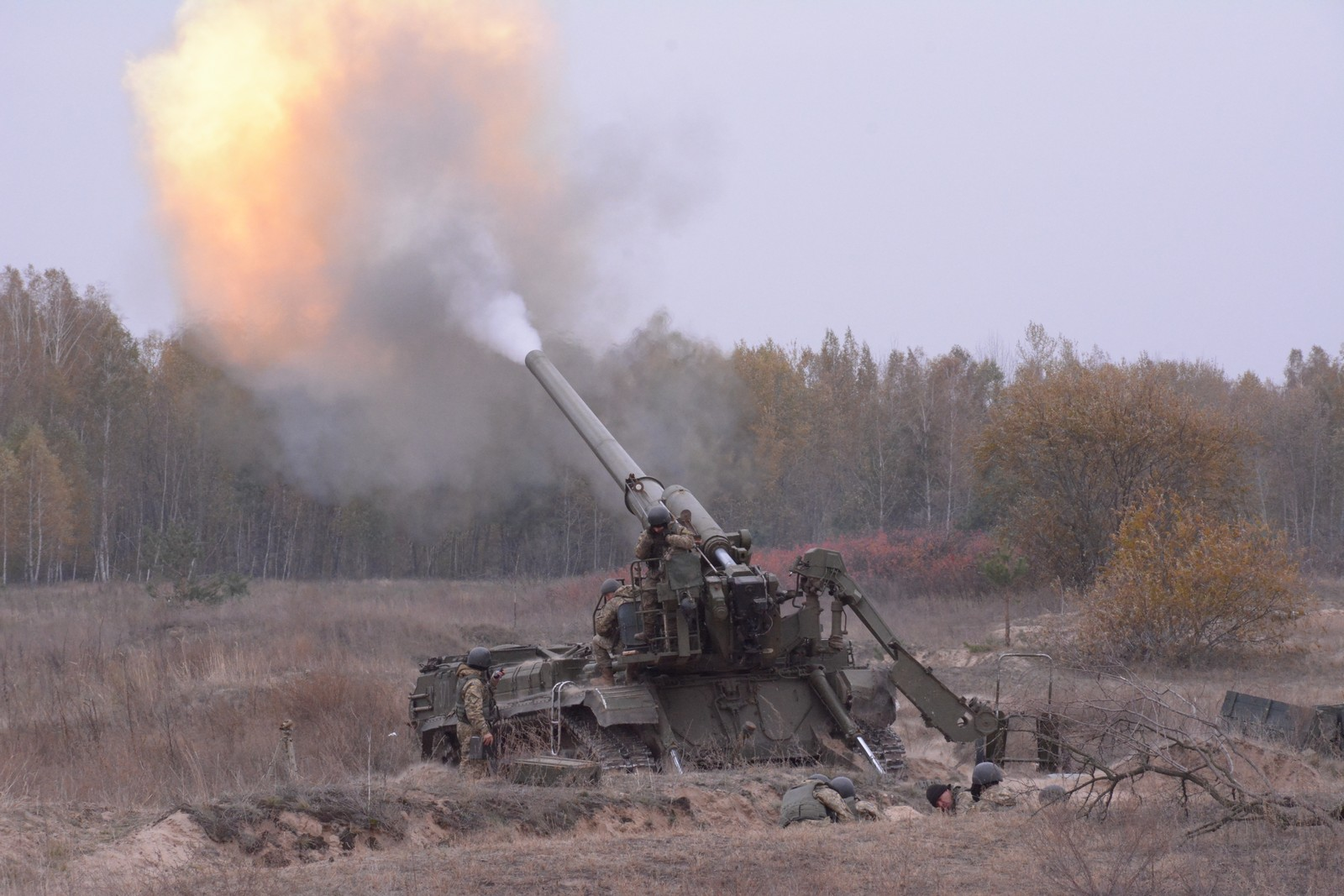
ウクライナ陸軍の第43独立砲兵旅団で運用される2S7（2016年10月21日）

1,000門超が生産され、ソ連地上軍ではドイツ駐留ソ連軍を中心に配備されていたほか、ポーランド陸軍とチェコスロバキア陸軍が採用した。冷戦の間は実戦で一度も使用されず、冷戦終結後にロシア陸軍の2S7はヨーロッパ通常戦力条約（CFE）締結に伴い本土に配備替えされた。チェコスロバキアの2S7はビロード離婚後にチェコ陸軍とスロバキア陸軍に継承されたが、チェコ陸軍の車両はすぐに退役した。
2S7ピオンが初めて実戦で使用されたのは、2008年の南オセチア紛争で、ジョージア陸軍が6門の2S7を投入した。
2022年に始まったロシアのウクライナ侵攻にも、2S7のどの型かは不明だが、ロシア軍・ウクライナ軍双方において使用されている。

## 派生型
2S7N
後期生産型
2S7Mマルカ
最新型。脆弱だった通信機能が強化されており、8発の砲弾を搭載可能。新型の装填装置も搭載されている。また、1分あたり2.5発まで発射可能。エンジン出力も840hpまで向上されている。1983年に出現。

## 採用国
- アゼルバイジャン - 2024年時点で、アゼルバイジャン陸軍が12両の2S7を保有[2]。
- ベラルーシ - 36両
- ジョージア - 2024年時点で、ジョージア陸軍が1両の2S7を保有[3]。
- ロシア - 160両
- スロバキア - 不明
- ウクライナ - 99両
- ウズベキスタン - 2023年時点で、ウズベキスタン陸軍が48両の2S7を保有[4]。

退役国
- ソビエト連邦 - 崩壊後、各国に継承
- チェコスロバキア - 1990年退役
- ポーランド - 2006年退役

## 登場作品

### ゲーム
『コンバットチョロQ』
アリーナのボスクラスの10番目に登場。ただし、名前は「ピオーン」となっている。